# Stewart Thorndike
Pour les articles homonymes, voir Thorndike.
Megan Stewart Thorndike, connue comme Stewart Thorndike, née à Seattle (États-Unis), est une actrice, réalisatrice et scénariste américaine.

## Biographie
La première apparition au cinéma de Stewart Thorndike est dans Eyes Wide Shut (1999) de Stanley Kubrick où elle tient le rôle de Nuala. L'année suivante, elle obtient un petit rôle dans le film Mary and Rhoda de Barnet Kellman où elle joue un modèle. Elle apparaît ensuite dans Pilot, le premier épisode de la série télévisée américaine Enquêtes à la une.

## Filmographie

### Comme actrice
- 1999 : Eyes Wide Shut de Stanley Kubrick : Nuala
- 2000 : Mary and Rhoda (en) de Barnet Kellman (en) (téléfilm)
- 2000 : Deadline de Don Scardino (saison 1, épisode 1 : Pilot, diffusion le 2 octobre 2000)
- 2013-2014 : F to 7th : doctoresse Thorndike (mini-série)

### Comme scénariste
- 2008 : Tess and Nana (court métrage)
- 2013-2014 : F to 7th : doctoresse Thorndike (mini-série)
- 2014 : Lyle

### Comme réalisatrice
- 2008 : Tess and Nana (court métrage)
- 2014 : Lyle
- 2023 : Bad Things